# سحالي حقيقية
سحالي حقيقية أو العظاءات الحقيقية أو السَّقَّايات أو الضبابيات (باللاتينية: Lacertidae) ، هي فصيلة تنتمي الي الرتبة الفرعية سحالي   .